# Myrcia neocambessedeana
Myrcia neocambessedeana — вид рослин родини миртових. Він був ендеміком Бразилії.

## Статус
Myrcia neocambessedeana відома лише з двох квітучих гілок із колекції ботаніка Карла Бейріха в 1825 році. Вид був виявлений у лісі біля Санта-Анни в бразильському штаті Ріо-де-Жанейро. У 1998 році він був включений до Червоної книги МСОП серед вимерлих видів рослин.

## Біоморфологічна характеристика
Myrcia neocambessedeana була деревною рослиною. Молоді гілочки, листки, квітки та бруньки були вкриті іржаво-червоними волосками. Листки були супротивні й майже сидячі; листкова ніжка була 1.3 мм завдовжки; листкова пластинка була яйцювато-ланцетною, розміром 88–97 × 20–23 мм, з війчастим краєм, з поступово загостреною верхівкою, верх листка був голий, низ — мало волосистий, середня жилка виступала знизу й була вкрита густими волосками. Квітки зібрані в китицеподібні суцвіття завдовжки 51 мм. Чашолистки були загострено-ланцетні. Період цвітіння припадав на грудень.